# Placusa tachyporoides
Placusa tachyporoides är en skalbaggsart som först beskrevs av Joseph Waltl 1838.  Placusa tachyporoides ingår i släktet Placusa och familjen kortvingar. Arten är reproducerande i Sverige. Inga underarter finns listade i Catalogue of Life.